# Вчення Чистої Землі

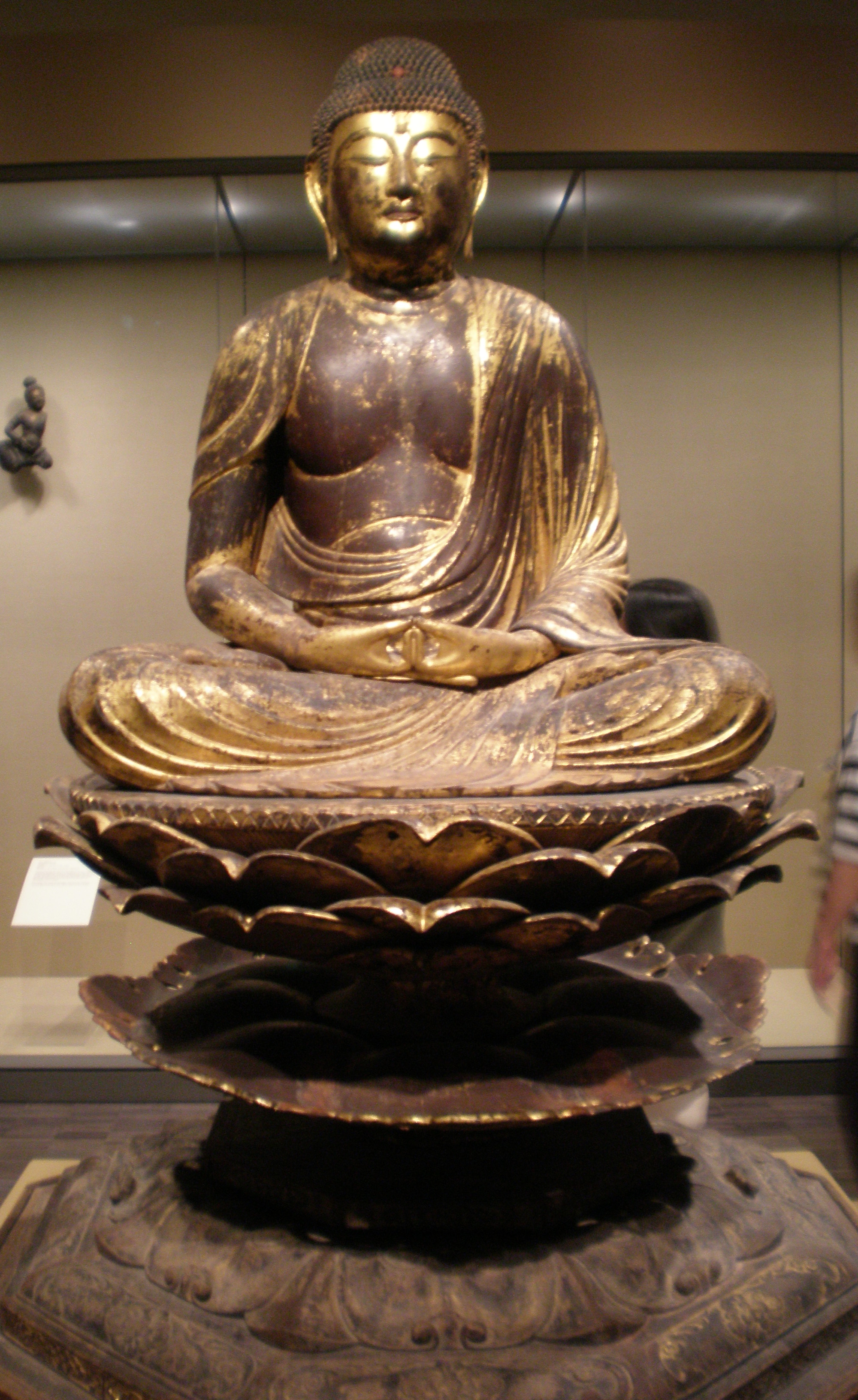
Будда Амітабха у Музеї азійського мистецтва, Сан-Франциско, США (період Хей'ан)

Великий будда Амітабха у Камакурі, Японія (період Камакура).

Вчення Чистої Землі  або Амідаїзм — течія буддизму Махаяни, найпоширеніша гілка буддизму у Східній Азії. Акцентує увагу на «вірі» у спасіння від будди Амітабхи (Аміди) і відповідних ритуалах. Популярна серед широких народних мас. Конкурує з течією дзен-буддизму.

## Короткі відомості
Появі Вчення Чистої Землі передувало Товариство Білого Лотоса, створене у 402 році Хуейюанем для вшанування будди Амітабхи і спільного переродження у «Західній Чистій Землі» — «раю» Амітабхи . Після смерті Хуей Юаня діяльність товариства припинилася.
У V—VI століттях монах Тань Луань став активним проповідником культу будди Амітабхи, проте  незабаром після смерті про його діяльність забули. Через декілька століть твори Тань Луаня відкрили в Японії, і його проголосили першим патріархом Вчення Чистої Землі.
У 641 році чернець Шань Дао (613—681) зустрівся з наставником Дао Чо, який вперше проповідував йому сутри, присвячені шануванню будди Амітабхи. Шань Дао заснував власну школу у монастирі Гуанмінси, у столиці Чан'ань. Поступово Вчення Чистої землі ставало дедалі популярнішим у Китаї.
Філософія Вчення складалася на базі секти Тяньтай. Воно не орієнтовалося винятково на духовенство і активно залучало до релігійної діяльності мирян. В основі Вчення Чистої Землі лежав загально-махаяністський культ будди Амітабхи, який оформився в Китаї в особливу течію, що проповідувала цей культ як єдиний можливий засіб спасіння людини. Від інших буддійських напрямків ця течія відрізнялася тим, що буддійське спасіння — звільнення від кола перероджень — у ній досягалося не «власними силами», а завдяки чудотворній «силі іншого» — будди Амітабхи. Через це Вчення Чистої Землі інколи називали «сектою сил іншого», на відміну від інших сект — так званих сект «власних сил». Необхідність опори на сили будди Амітабхи пояснювалася послідовниками цієї течії постулатом про деградацію здібностей живих істот в епоху «кінця Дхарми», тобто кінця світу. За доктриною цього Вчення вся історія буддизму поділялася на періоди «істинної Дхарми» (перші 500 років після нірвани будди), «напівістинної Дхарми» (подальші 500 або 1000 років) і «кінця Дхарми» (наступні 1000 років). У останній з цих періодів люди вже не здатні розуміти складності буддійської філософії і займатися витонченою технікою йоги. Єдиний шлях — покласти всі свої надії на рятівну силу милосердя Амітабхи.
Головною формою релігійної практики Вчення Чистої Землі було постійне повторення мантри «Навертаюся до будди Амітабхи!», яка називалася «розмірковуванням про будду» і вважалася за наявності повної віри головним способом для народження в «раю» — «Чистій Землі».
Згідно з «Сутрою споглядання Амітабхи», у чернечій практиці Китаю і Японії «розмірковування про будду» доповнювалося шістнадцятьма видами споглядання Чистої Землі для народження в ній. Загалом, Вчення Чистої Землі не було чисто чернечим: простота віровчення і практики, співзвуччя уявленням народного буддизму робили її масовим напрямком не лише чернечого, але і мирського буддизму.
До Японії Вчення Чистої Землі потрапило з Китаю наприкінці 10 століття. Протягом наступних 3 століть воно оформилось у секти Дзьодо-сю і Дзьодо-сінсю зусиллями ченців Хонена і Сінрана. Зокрема, Сінран ще більше підсилив роль віри в Амітабху як особистого спасителя кожної людини і підкреслив особливу значущість 18-ї обітниці Амітабхи, тобто заповіту будди врятувати всі без винятку живі істоти. Це спричинило більш мирський характер напряму Сінрана і його секти Дзьодо-сінсю в порівнянні «ортодоксальним буддизмом»: у ній навіть ченці могли мати сім'ю або їсти м'ясо, оскільки вважали віру у Будду Амітабху і його обітниці важливішими ніж традиційні практики стримування плоті.
Вчення Чистої Землі також існувало в Кореї і В'єтнамі, хоча його роль там була менша, ніж у Китаї і Японії.
На даний час це Вчення набуло поширення на Заході, перш за все в США — на Гаваях і в Каліфорнії, переважно в японській формі Дзьодо-сінсю. Спочатку його носіями були в основному представники японської і китайської діаспори, але пізніше до школи стали долучатися і послідовники з інших етно-конфесійніх груп.